# Paul Helminger

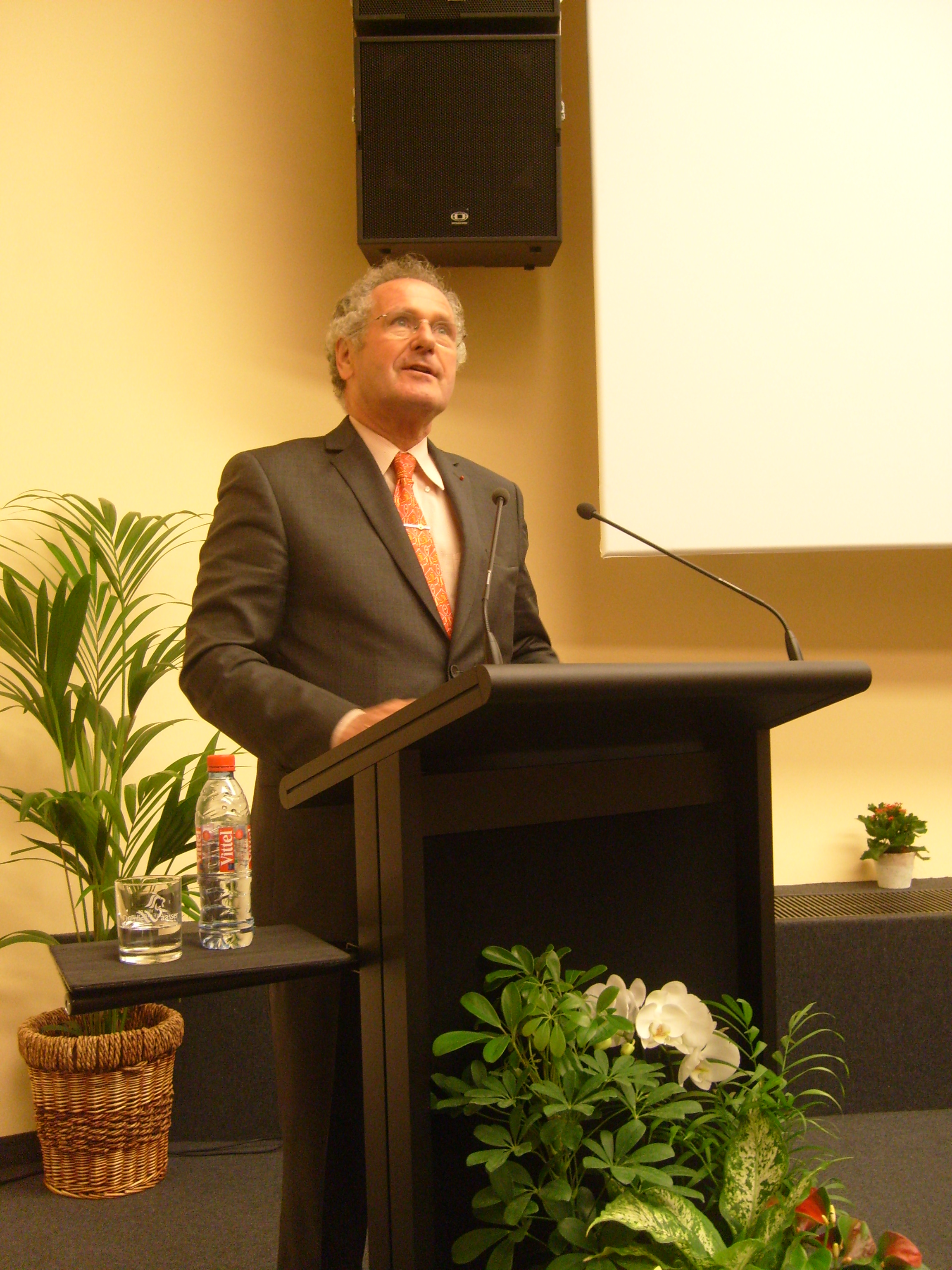
Paul Helminger 2009

Paul Helminger (* 28. Oktober 1940 in Esch-sur-Alzette; † 17. April 2021) war ein luxemburgischer Politikwissenschaftler und Politiker der Partei DP. Er war von 1999 bis 2011 Bürgermeister der Stadt Luxemburg.

## Leben
Im Zweiten Weltkrieg zog Helmingers Familie von Esch-sur-Alzette in das hauptstädtische Viertel Belair, wo Helminger zur Grundschule ging. Nach dem Abitur am Athénée de Luxembourg ging er 1959 nach Paris, um bis 1963 an der Sorbonne Rechtswissenschaften zu studieren. Gleichzeitig studierte er am Institut d’études politiques Internationale Beziehungen. 1964 schloss er sein Doktorat in Rechtswissenschaften in Luxemburg ab, danach wechselte er an die Stanford University in Kalifornien, um einen Master in Politikwissenschaften zu erwerben.
Helmingers politische Karriere begann 1966, als er Luxemburg auf der Konferenz über Sicherheit und Zusammenarbeit in Europa in Helsinki und Genf vertrat, ehe er 1974 zum Kabinettschef für Gaston Thorn ernannt wurde. In der Regierung Werner-Thorn-Flesch war er von 1979 bis 1984 Staatssekretär für Außenbeziehungen, Außenhandel und Kollaboration, Staatssekretär für Wirtschaft und Mittelstand sowie Staatssekretär für Justiz.
Von 1984 bis 1989 und von 1994 bis 2012 war Helminger Abgeordneter im luxemburgischen Parlament. Im Juni 2012 legte er sein Mandat nieder, um sich aus der Politik zurückzuziehen.
1987 wurde Helminger in den Gemeinderat der Stadt Luxemburg gewählt. 1991 wurde er Schöffe und 1999 Bürgermeister. Bei den Gemeindewahlen 2011 trat er als Spitzenkandidat der DP an. Dabei erhielt seine Partei wieder die meisten Stimmen und konnte die Koalition mit den Grünen fortsetzen, jedoch wurde Helminger nur Zweiter der Liste und verzichtete daher zugunsten von Xavier Bettel auf das Amt des Bürgermeisters.
Nach seiner politischen Karriere war Helminger von 2012 bis 2019 Präsident des Verwaltungsrats der Luxair. 2013 wurde er zudem Verwaltungsratsvorsitzender bei der Cargolux, welches er bis zu seinem Tod im April 2021 blieb.

## Privat
Helminger war verheiratet, Vater von sieben Kindern und wohnte in Luxemburg-Stadt.
Von 1994 bis 2003 war er Präsident der Luxemburger Tennisvereinigung (Fédération luxembourgeoise de tennis).